# 大连市第二十高级中学
大连市第二十高级中学，位于中国辽宁省大连市甘井子区中华路500号，是一所成立于1947年的高级中等学校，曾经先后被命名为大连第一中学、大连中学、大连高中、大连第一高中，也是辽宁省最早的一批重点高中。

## 学校历史
原校址可追溯到日本侵占时期的大连弥生高等女学校。1947年起，本校曾经先后被命名为大连第一中学、大连中学、大连高中、大连第一高中，1950年被确定为省级重点高中。1959年被国家授予“文教战线红旗单位”荣誉，1985年被辽宁省授予“文明单位”称号。1981-1982年，学校根据旅大市教育局的要求，将原有的两年制高中改为三年制。
2000年9月，学校搬迁到大连市甘井子区中华路500号；同年美术班开始在大连市招生，新疆班也开始招生。2003年被评为辽宁省示范性高中。2013年9月9日，时任国务院总理李克强访问该校，和新疆班的学生互相赠送了礼物，并评价：“你们办了一所好学校，要把你们的先进经验向全国推广！”

## 地理位置
建校原址始建于1932年，位于大连市中山区世纪街和福寿街路段的福寿街12号（时为大连弥生高等女学校校舍）；2000年9月搬至大连市甘井子区中华路500号。

## 基础设施
老校舍占地面积11700平方米，有标准的教学楼和实验室、游泳馆等建筑。
新校舍由同济大学设计，占地面积约74000平方米，建筑面积约38000平方米，教学楼约6746平方米，实验楼约6528平方米，阅览馆约2955平方米。体育馆约2919平方米（含篮球场、排球场、羽毛球场、乒乓球场）；室外操场有400米塑胶跑道，标准足球场和网球场；宿舍建筑面积约11938平方米，包含房间332个；食堂面积约4600平方米；绿化面积约2万平方米。

## 师生数量
1988年，有在校生810人，18个教学班；教师90名，其中高级教师23名，一级教师34名。2000年，有在校生1355人，教职工123人。任课教师66名，特级教师2名，高级教师42名。
现有教职员工173人，高级教师126人（其中正高级教师3人，特级教师3人）。新疆班在2000-2013年累计毕业学生1663人，新疆班在校生446人（2013年9月数据）。2016年新疆班参加高考的考生有117人。

## 友好学校
在1988年的《中国著名中学》名录中，记载大连市第二十高级中学与日本北九州市多所中学“架起友谊的桥梁”，但未记载具体校名。
2012年11月，大连市第二十高级中学与六盘水市第八中学结成帮扶对子。2013年起，六盘水市第八中学每年选派5名优秀学生去大连市第二十高级中学学习至高中毕业。

## 著名校友
大连市第二十高级中学有如下一些知名校友：
- 戚发轫
- 令狐安
- 林安西
- 曲啸
- 安立群（中国人民解放军海军原东海舰队司令员）

## 其他
本校是大连市具有招收外国国籍学生资格的16所学校之一。
2020年8月，该校学生赵弋翔在大连小黑石浴场救下了一名溺水者李影，获救者后来专门向赵同学赠送了“见义勇为 品德高尚”锦旗。